# Oak Hill (Florida)
Oak Hill es una ciudad ubicada en el condado de Volusia en el estado estadounidense de Florida. En el Censo de 2010 tenía una población de 1.792 habitantes y una densidad poblacional de 59,23 personas por km².

## Geografía
Oak Hill se encuentra ubicada en las coordenadas 28°53′10″N 80°49′19″O / 28.88611, -80.82194. Según la Oficina del Censo de los Estados Unidos, Oak Hill tiene una superficie total de 30.25 km², de la cual 17.02 km² corresponden a tierra firme y (43.75%) 13.24 km² es agua.

## Demografía
Según el censo de 2010, había 1.792 personas residiendo en Oak Hill. La densidad de población era de 59,23 hab./km². De los 1.792 habitantes, Oak Hill estaba compuesto por el 83.15% blancos, el 13.9% eran afroamericanos, el 0.45% eran amerindios, el 0.5% eran asiáticos, el 0% eran isleños del Pacífico, el 0.28% eran de otras razas y el 1.73% pertenecían a dos o más razas. Del total de la población el 1.73% eran hispanos o latinos de cualquier raza.